# 忠州街道
忠州街道，是中华人民共和国重庆市忠县下辖的一个乡镇级行政单位。

## 行政区划
忠州镇下辖以下地区：
香山社区、郑公社区、红星社区、严颜路社区、东坡路社区、北门路社区、十字街社区、白桥溪社区、鸣玉溪社区、西山路社区、州屏路社区、苏家社区、灯树社区、顺溪社区、长河社区、新桥村、护国村、古井村、九蟒村、松柏村、皇华村、独珠村、磨盘村、复旦村、石马村、麟凤村、南溪村、佑溪村、梅坝村和马岭村。